# Pourquoi monsieur R. est-il atteint de folie meurtrière ?
Pour plus de détails, voir Fiche technique et Distribution.
Pourquoi monsieur R. est-il atteint de folie meurtrière ? (Warum läuft Herr R. Amok?) est un film allemand réalisé par Rainer Werner Fassbinder et Michael Fengler, sorti en 1970.

## Synopsis
Le film montre la vie quotidienne d'un quadragénaire allemand, dessinateur industriel, et bon mari. 

## Fiche technique
- Titre : Pourquoi monsieur R. est-il atteint de folie meurtrière ?
- Titre original : Warum läuft Herr R. Amok?
- Réalisation : Rainer Werner Fassbinder et Michael Fengler
- Scénario : Rainer Werner Fassbinder et Michael Fengler
- Photographie : Dietrich Lohmann
- Montage : Rainer Werner Fassbinder et Michael Fengler
- Musique : Peer Raben
- Décors : Kurt Raab
- Producteurs : Michael Fengler, Peer Raben
- Pays d'origine :  Allemagne de l'Ouest
- Format : Couleur — 35 mm — 1,37:1 — Son : Mono
- Genre : Film dramatique
- Durée : 88 minutes
- Date de sortie : 1970

## Distribution
- Kurt Raab : Mr R.
- Lilith Ungerer : Madame R.
- Lilo Pempeit : Collègue de bureau
- Franz Maron : Chef
- Harry Baer : Collègue de bureau
- Peter Moland : Collègue de bureau
- Hanna Schygulla : L' amie dans le bar qui fume une cigarette
- Ingrid Caven : Une voisine, celle de gauche
- Peer Raben : Un ami
- Doris Mattes : Une voisine, celle du milieu
- Irm Hermann : Une voisine, celle de droite
- Amadeus Fengler : Amadeus, le fils
- Carla Aulalu : Une vendeuse du magasin de disques
- Eva Pampusch : Une vendeuse du magasin de disques
- Peter Hamm : Commissaire
- Jochen Pinkert : Commissaire